# Briefmarken-Jahrgang 2022 der Bundesrepublik Deutschland
Der Briefmarken-Jahrgang 2022 der Bundesrepublik Deutschland wurde im Dezember 2020 vom zuständigen Bundesministerium der Finanzen vorgestellt und im November 2021 aktualisiert.
Die Bundesnetzagentur genehmigte eine Portoerhöhung von meist 5 Cent pro Sendungsart, beispielsweise kostet jetzt ein Standardbrief 85 Eurocent. Die Deutsche Post nutzte diese Gelegenheit ebenfalls, um nach über 16 Jahren eine neue Dauermarkenserie Welt der Briefe herauszugeben, sie löst die Serie Blumen ab.

## Liste der Ausgaben und Motive
Legende
- Bild: Eine bearbeitete Abbildung der genannten Marke. Das Verhältnis der Größe der Briefmarken zueinander ist in diesem Artikel annähernd maßstabsgerecht dargestellt. Sollten keine Marken abgebildet sein, liegt es daran, dass das Urheberrecht des Künstlers noch nicht erloschen ist.
- Beschreibung: Eine Kurzbeschreibung des Motivs und/oder des Ausgabegrundes. Bei ausgegebenen Serien oder Blocks werden die zusammengehörigen Beschreibungen mit einer Markierung versehen eingerückt.
- Wert: Der Frankaturwert der einzelnen Marke in Eurocent. Ein „+“ bedeutet, dass es sich um eine Zuschlagsmarke handelt (= Frankaturwert + Spende).
- Ausgabedatum: Das Datum des erstmaligen Verkaufs dieser Briefmarke.
- Auflage: Soweit bekannt, wird hier die zum Verkauf angebotene Anzahl dieser Ausgabe angegeben.
- Entwurf: Soweit bekannt, wird hier angegeben, von wem der Entwurf dieser Marke stammt.
- Mi.-Nr.: Diese Briefmarke wird im Michel-Katalog unter der entsprechenden Nummer gelistet.

| Sondermarken | Sondermarken | Sondermarken      | Sondermarken          | Sondermarken                    | Sondermarken                     | Sondermarken  | Sondermarken |
| ------------ | --- | ----------------- | --------------------- | ------------------------------- | -------------------------------- | ------------- | ------------ |
| Bild         | Beschreibung | Werte in Eurocent | Ausgabe- datum (2022) | Auflage                         | Entwurf                          | Mi.-Nr.       |              |
|              | 225. Geburtstag Annette von Droste-Hülshoff | 70                | 3. Januar             | 7.377.500 davon 27.000 auf ETB  | Eckhard Jung                     | 3658          |              |
|              | 200. Geburtstag Heinrich Schliemann | 110               | 3. Januar             | 2.724.600 davon 27.000 auf ETB  | Werner Hans Schmidt              | 3659          |              |
|              | 150. Geburtstag Otto Braun | 100               | 3. Januar             | 3.329.800 davon 27.000 auf ETB  | Florian Pfeffer                  | 3660          |              |
|              | 75. Geburtstag David Bowie | 85                | 3. Januar             | 3.216.100 davon 27.000 auf ETB  | Thomas Steinacker                | 3661          |              |
|              | Plusmarken-Serie: Für die Wohlfahrtspflege – Grimms Märchen – Rumpelstilzchen zur Unterstützung der Bundesarbeitsgemeinschaft der Freien Wohlfahrtspflege e. V. - Die Mühsal | 85+40             | 3. Februar            | 2.111.800 davon 27.000 auf ETB  | Michael Kunter                   | MH 125 3664   |              |
|              | - Der Wahnsinn | 100+45            | 3. Februar            | 3.426.800 davon 27.000 auf ETB  | Michael Kunter                   | 3665          |              |
|              | - Die Rettung | 160+55            | 3. Februar            | 4.464.800 davon 27.000 auf ETB  | Michael Kunter                   | 3666          |              |
|              | Serie: Street Art - JEROO – Pfau und Kranich | 160               | 3. Februar            | 3.293.300 davon 27.000 auf ETB  | Bettina Walter                   | 3667          |              |
|              | Plusmarken-Serie: Für die Wohlfahrtspflege – Grimms Märchen – Rumpelstilzchen - Die Mühsal selbstklebend aus Folienblatt und Rolle                                           | 85+40             | 3. Februar            | 12.794.100 davon 27.000 auf ETB | Michael Kunter                   | 3669 FB 118   |              |
|              | Serie: U-Bahn-Stationen - Heidelberger Platz, Berlin | 275               | 1. März               | 3.107.500 davon 27.000 auf ETB  | Jennifer Dengler                 | 3674          |              |
|              | 125. Geburtstag Sepp Herberger | 85                | 1. März               | 3.202.900 davon 27.000 auf ETB  | Thomas Steinacker                | 3675          |              |
|              | 50 Jahre Deutsches Kinderhilfswerk | 85                | 1. März               | 3.525.400 davon 27.000 auf ETB  | Julia Warbanow                   | 3676          |              |
|              | Benjamin Blümchen | 85                | 1. März               | 3.183.900 davon 27.000 auf ETB  | Thomas Steinacker                | 3677          |              |
|              | Benjamin Blümchen selbstklebend aus Folienblatt | 85                | 1. März               | 52.380.500 davon 27.000 auf ETB | Thomas Steinacker                | 3679 FB 120   |              |
|              | Serie: Himmelsereignisse - Polarlicht | 100               | 7. April              | 3.400.500 davon 27.000 auf ETB  | Bettina Walter                   | 3680          |              |
|              | Serie: Junge Wildtiere - Dachs | 85                | 7. April              | 3.077.200 davon 27.000 auf ETB  | Jennifer Dengler                 | 3681          |              |
|              | - Luchs | 85                | 7. April              | 3.077.200 davon 27.000 auf ETB  | Jennifer Dengler                 | 3682          |              |
|              | 450 Jahre Herzog August Bibliothek, Wolfenbüttel | 195               | 7. April              | 2.831.700 davon 27.000 auf ETB  | Barbara Dimanski                 | 3683          |              |
|              | Plusmarken-Serie: Für den Sport – Nicht Olympische Sportarten zur Unterstützung der Stiftung Deutsche Sporthilfe - Fallschirmspringen                                        | 85+40             | 5. Mai                | 1.685.400, davon 27.000 auf ETB | Armin Lindauer                   | 3684          |              |
|              | - Wakeboarden | 100+45            | 5. Mai                | 1.899.800 davon 27.000 auf ETB  | Armin Lindauer                   | 3685          |              |
|              | - Faustball | 160+55            | 5. Mai                | 1.848.100 davon 27.000 auf ETB  | Armin Lindauer                   | 3686          |              |
|              | Serie: Europa - Märchen, Mythen und Sagen | 85                | 5. Mai                | 3.107.200 davon 27.000 auf ETB  | Henning Wagenbreth               | 3687          |              |
|              | 100. Geburtstag Otl Aicher | 160               | 5. Mai                | 3.219.700 davon 27.000 auf ETB  | Frank Philippin                  | 3688          |              |
|              | Serie: Für den Umweltschutz - Antarktis – Gemeinsam Einzigartiges schützen                                                                                                   | 85+40             | 2. Juni               | 1.789.600 davon 27.000 auf ETB  | Ernst und Lorli Jünger           | 3689          |              |
|              | Serie: Deutschland von oben - Sylvensteinsee | 100               | 2. Juni               | 2.076.550 davon 27.000 auf ETB  | Bettina Walter                   | 3690          |              |
|              | - Sylvensteinsee | 100               | 2. Juni               | 2.076.550 davon 27.000 auf ETB  | Bettina Walter                   | 3691          |              |
|              | 50 Jahre Weltumweltkonferenz von Stockholm | 370               | 2. Juni               | 2.910.400 davon 27.000 auf ETB  | Kym Erdmann                      | 3692          |              |
|              | Organspende | 85                | 2. Juni               | 3.178.000 davon 27.000 auf ETB  | Jens Müller                      | 3693          |              |
|              | G7-Präsidentschaft Deutschland 2022 | 85                | 23. Juni              | 2.986.400 davon 27.000 auf ETB  | Thomas Serres                    | 3694          |              |
|              | Serie: Leuchttürme - Leuchtturm Friedrichsort | 70                | 7. Juli               | 3.226.400 davon 27.000 auf ETB  | Hanno Schabacker                 | 3696          |              |
|              | Serie: Superhelden - Spider-Man | 85                | 7. Juli               | 3.084.200 davon 27.000 auf ETB  | Thomas Steinacker                | 3697          |              |
|              | 1000 Jahre Stendal | 85                | 7. Juli               | 3.175.200 davon 27.000 auf ETB  | Grit Fiedler                     | 3698          |              |
|              | 200. Geburtstag Gregor Mendel | 110               | 7. Juli               | 2.972.700 davon 27.000 auf ETB  | Julia Warbanow                   | 3699          |              |
|              | 100. Geburtstag Hans-Jürgen Wischnewski | 100               | 7. Juli               | 3.360.000 davon 27.000 auf ETB  | Daniela Haufe und Detlef Fiedler | 3700          |              |
|              | Kinder malen eine Briefmarke | 85                | 7. Juli               | 3.601.200 davon 27.000 auf ETB  | Jan-Niklas Kröger                | 3701          |              |
|              | Plusmarken-Serie: Für die Jugend – Amphibien zur Unterstützung der Stiftung Deutsche Jugendmarke e. V. - Bergmolch                                                           | 85+40             | 4. August             | 1.701.400 davon 27.000 auf ETB  | Annette Le Fort und André Heers  | 3706          |              |
|              | - Laubfrosch | 100+45            | 4. August             | 1.942.300 davon 27.000 auf ETB  | Annette Le Fort und André Heers  | 3707          |              |
|              | - Feuersalamander | 160+55            | 4. August             | 1.850.600 davon 27.000 auf ETB  | Annette Le Fort und André Heers  | 3708          |              |
|              | Serie: U-Bahn Stationen - Heumarkt Köln | 85                | 4. August             | 3.089.200 davon 27.000 auf ETB  | Jennifer Dengler                 | 3709          |              |
|              | Vollversammlung des Ökumenischen Rates der Kirchen in Karlsruhe | 160               | 4. August             | 3.800.700 davon 27.000 auf ETB  | Luzia Hein                       | 3710          |              |
|              | Serie: Deutsche Sehenswürdigkeiten - Schloss Neuschwanstein | 85                | 1. September          | 3.164.700 davon 27.000 auf ETB  | Jan-Niklas Kröger                | 3716          |              |
|              | Serie: Helden der Kindheit - Pumuckl | 85                | 1. September          | 3.179.200 davon 27.000 auf ETB  | Jennifer Dengler                 | 3717          |              |
|              | - Die Schlümpfe | 85                | 1. September          | 3.087.200 davon 27.000 auf ETB  | Jennifer Dengler                 | 3718          |              |
|              | Serie: Tag der Briefmarke - Baden Fehldruck Ausgabe auch als Briefmarkenblock                                                                                                | 85                | 6. Oktober            | 2.828.500 davon 27.000 auf ETB  | Ruven Wiegert                    | 3719 Block 90 |              |
|              | Serie: Superhelden - Black Panther | 85                | 6. Oktober            | 3.199.000 davon 27.000 auf ETB  | Thomas Steinacker                | 3720          |              |
|              | Serie: Zeitreise Deutschland - Köln | 70                | 6. Oktober            | 2.981.000 davon 27.000 auf ETB  | Thomas Steinacker                | 3721          |              |
|              | Postcrossing | 95                | 6. Oktober            | 2.885.000 davon 27.000 auf ETB  | Greta Gröttrup                   | 3722          |              |
|              | Plusmarken-Serie: Weihnachten - Die Botschaft des Engels: „Ich verkündige euch eine große Freude“                                                                            | 85+40             | 2. November           | 2.414.500 davon 27.000 auf ETB  | Annette Le Fort und André Heers  | 3724          |              |
|              | Serie: Deutsche Fernsehlegenden - Rockpalast | 160               | 2. November           | 3.441.000 davon 27.000 auf ETB  | Thomas Steinacker                | 3725          |              |
|              | 125 Jahre Deutscher Caritasverband | 85                | 2. November           | 3.054.000 davon 27.000 auf ETB  | Annette Le Fort und André Heers  | 3726          |              |
|              | Diversität – Vielfalt in Deutschland | 85                | 2. November           | 3.097.000 davon 27.000 auf ETB  | Bettina Walter                   | 3727          |              |
|              | Friedvolle Weihnachten! | 85                | 2. November           | 3.373.000 davon 27.000 auf ETB  | Thomas Steinacker                | 3728          |              |
|              | Plusmarken-Serie: Weihnachten - Die Botschaft des Engels: „Ich verkündige euch eine große Freude“ selbstklebend aus Folienblatt                                              | 85+40             | 2. November           | 5.145.000 davon 27.000 auf ETB  | Annette Le Fort und André Heers  | 3729 FB 121   |              |
|              | Friedvolle Weihnachten! selbstklebend aus Folienblatt | 85                | 2. November           | 55.687.000 davon 27.000 auf ETB | Thomas Steinacker                | 3730 FB 122   |              |
|              | 225. Geburtstag Heinrich Heine | 195               | 1. Dezember           | 2.604.000 davon 27.000 auf ETB  | Frank Philippin                  | 3731          |              |
| Dauermarken  | |                   |                       |                                 |                                  |               |              |
| Bild         | Beschreibung | Werte in Eurocent | Ausgabe- datum (2022) | Auflage                         | Entwurf                          | Mi.-Nr.       |              |
|              | Serie: Blumen - Schneeglöckchen | 32                | 3. Januar             | ?                               | Stefan Klein und Olaf Neumann    | 3655          |              |
|              | - Rotklee | 37                | 3. Januar             | ?                               | Stefan Klein und Olaf Neumann    | 3656          |              |
|              | - Schneeglöckchen selbstklebend aus Rolle | 32                | 3. Januar             | ?                               | Stefan Klein und Olaf Neumann    | 3662          |              |
|              | - Rotklee selbstklebend aus Rolle | 37                | 3. Januar             | ?                               | Stefan Klein und Olaf Neumann    | 3663          |              |
|              | Serie: Welt der Briefe - Leuchtfederstift | 275               | 3. Januar             | ?                               | Bettina Walter                   | 3657          |              |
|              | - Leuchtfederstift selbstklebend aus Folienblatt | 275               | 3. Februar            | ?                               | Bettina Walter                   | 3668 FB 117   |              |
|              | - Brief auf Umlaufbahn | 70                | 1. März               | ?                               | Bettina Walter                   | 3670          |              |
|              | - Luftpost | 110               | 1. März               | ?                               | Bettina Walter                   | 3671          |              |
|              | - Mond und Briefe | 195               | 1. März               | ?                               | Bettina Walter                   | 3672          |              |
|              | - Briefsonde im Weltall | 225               | 1. März               | ?                               | Bettina Walter                   | 3673          |              |
|              | - Brief auf Umlaufbahn selbstklebend aus Folienblatt und Rolle | 70                | 1. März               | ?                               | Bettina Walter                   | 3678 FB 119   |              |
|              | - Abendlicht | 170               | 7. Juli               | ?                               | Bettina Walter                   | 3695          |              |
|              | - Briefperle | 32                | 4. August             | ?                               | Bettina Walter                   | 3702          |              |
|              | - Briefmühle | 37                | 4. August             | ?                               | Bettina Walter                   | 3703          |              |
|              | - Briefbaum | 45                | 4. August             | ?                               | Bettina Walter                   | 3704          |              |
|              | - Ballonpost | 95                | 4. August             | ?                               | Bettina Walter                   | 3705          |              |
|              | - Briefperle selbstklebend aus Rolle | 32                | 4. August             | ?                               | Bettina Walter                   | 3711          |              |
|              | - Briefmühle selbstklebend aus Rolle | 37                | 4. August             | ?                               | Bettina Walter                   | 3712          |              |
|              | - Briefbaum selbstklebend aus Rolle | 45                | 4. August             | ?                               | Bettina Walter                   | 3713          |              |
|              | - Schmetterlingsbrief | 50                | 1. September          | ?                               | Bettina Walter                   | 3714          |              |
|              | - Leuchtmarke | 370               | 1. September          | ?                               | Bettina Walter                   | 3715          |              |
|              | - Flaschenpost | 10                | 2. November           | ?                               | Bettina Walter                   | 3723          |              |

## Wahl zur schönsten Briefmarke 2022
Bei einer Online-Abstimmung der Deutschen Post an der rund 16.000 Personen teilgenommen haben, ist die Marke „Polarlicht“ aus der Serie Himmelsereignisse von der Gestalterin Bettina Walter zur schönsten Marke 2022 gewählt worden. Auf Platz 2 landete die Briefmarke zum 75. Geburtstag von „David Bowie“ und auf Platz 3 „Benjamin Blümchen“.